# Miklós Zrínyi
Miklós Zrínyi (în croată Nikola Zrinski) (n. 1620 – d. 1664) a fost un aristocrat maghiar de origine croată, general și comandant suprem al armatei maghiare, ban al Croației și scriitor de limbă maghiară. A fost un descendent al familiei nobiliare croate Zrinski de Čakovec (în maghiară Csáktornya).